# 우노 피체리아 & 그릴

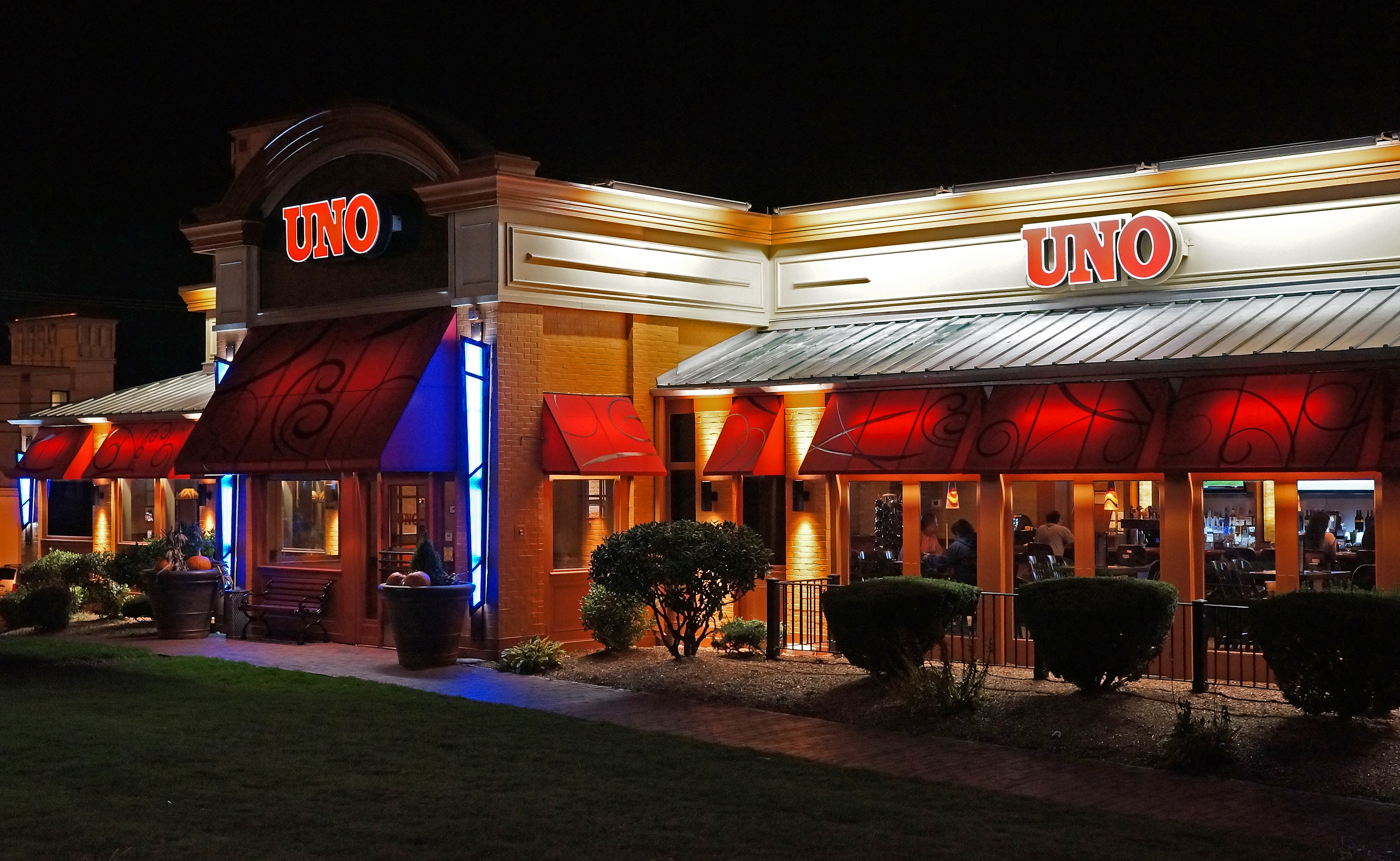
우노 시카고 그릴 점포

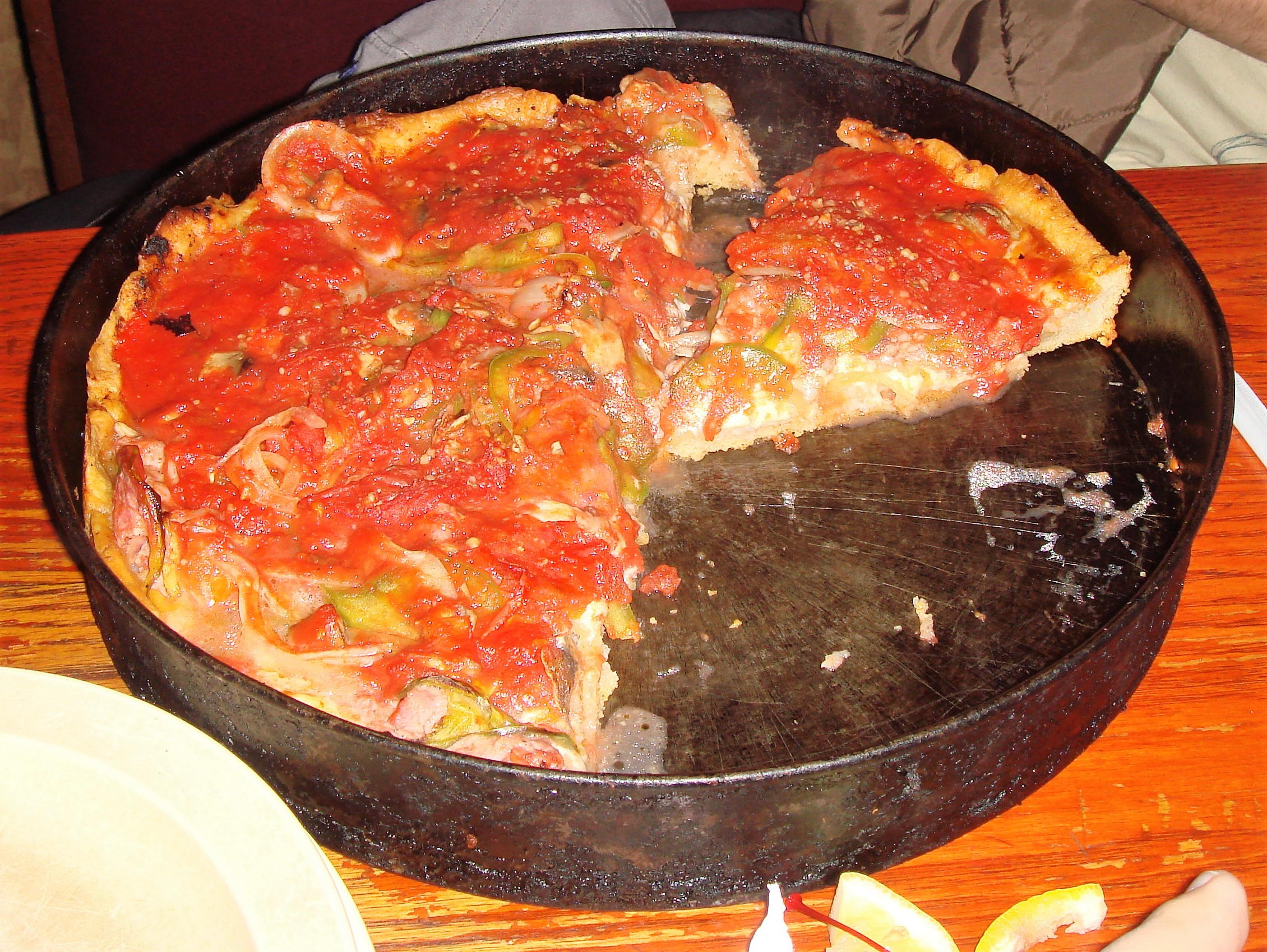
우노에서 판매중인 시카고 피자

우노 피체리아 & 그릴(Uno Pizzeria & Grill)은 미국 매사추세츠주 보스턴에 본사가 있는 피자 전문 레스토랑이다. 1943년에 일리노이주 시카고에서 처음 시작하였으며, 시카고 피자로 유명하다.